# Аборты в Португалии
Аборты в Португалии либерализованы с 10 апреля 2007 года, что позволило выполнять эту процедуру по запросу женщины, если срок её беременности не превышает десять недель. Существует трёхдневный период ожидания аборта. Президент Каваку Силва ратифицировал новый закон, разрешающий аборты, но с рекомендацией прибегать к этому шагу как к крайней мере. Несмотря на либерализацию законодательства, на практике многие врачи отказываются делать аборты (такая возможность прописана пунктом, в котором говорится о соображениях совести), а Португалия остаётся страной, в которой католические традиции оказывают значительное влияние. Аборты на поздних стадиях разрешается делать по особым причинам, таким как опасность для здоровья женщины, беременность в результате изнасилования и других сексуальных преступлений, а также порок развития плода. Ограничения постепенно ужесточаются на сроках до 12-ти, 16-ти и 24-х недель. Закон был подписан после того, как февральский референдум 2007 года утвердил либерализацию законодательства об абортах.
К апрелю 2007 года аборты регулировались законами 6/84 и 90/97, и их возможность была сильно ограничена. Их можно делать только по медицинским показаниям, если беременность наступила в результате изнасилования и других сексуальных преступлений, а также при наличии пороков развития плода. Хотя в этот период законодательство об абортах в Португалии было относительно похожим на таковое в соседней Испании, но на практике закон подлежал гораздо более жесткой интерпретации в Португалии, чем в Испании, поэтому получить разрешение на легальный аборт было довольно трудно. На предыдущем референдуме в июне 1998 года не хватило совсем немного голосов, чтобы либерализовать закон.
По состоянию на 2010 год количество абортов составила 9,0 на 1000 женщин в возрасте 15-44 лет.
В феврале 2016 португальский парламент отменил вето Каваку Силва и официально принял новый закон, который отверг обязательное консультирование и плату за процедуру для женщин, желающих сделать аборт через службу охраны общественного здоровья. Президент подписал законопроект 19 февраля 2016 года.